# Keizó Obuči
Keizó Obuči (japonsky: 小渕恵三, Obuči Keizó; 25. června 1937 – 14. května 2000 Tokio) byl japonský politik, který sloužil v poslanecké sněmovně po dvanáct funkčních období a od 30. července 1998 do 5. dubna 2000 byl 84. premiérem Japonska. Jeho politická kariéra skončila, když prodělal vážnou mozkovou mrtvici.

## Mládí
Narodil se v Nakanadžu, v prefektuře Gunma. Ve věku 13 let začal studovat na soukromé střední škole v Tokiu a žil v tomto městě po zbytek života. V roce 1958 se přihlásil na Univerzitu Waseda s hlavním oborem studia anglického jazyka, doufaje že se stane spisovatelem. Když však jeho otec zemřel téhož roku, rozhodl se kráčet v jeho šlépějích a změnil si svůj hlavní obor na politologii Promoval v roce 1962.
Mezi lednem a zářím 1963 cestoval do 38 zemí, obeplul celou zeměkouli, přičemž vystřídal řadu zaměstnání. Ve Spojených státech amerických se prý setkal i s Robertem F. Kennedym.

## Politická kariéra
Onoho listopadu, inspirován svým rozhovorem s Kennedym, rozhodl se kandidovat do Poslanecké sněmovny a byl zvolen do křesla zástupce prefektury Gunma, díky čemuž se stal nejmladším zákonodárcem v japonské historii, ve věku 26 let. Své první volební období v parlamentu vykonával souběžně s přípravou na promoci na univerzitě Waseda.
Roku 1979 se stal ředitel kanceláře premiéra a ředitelem Agentury pro rozvoj Okinawy, což byl jeho první vládní post. Sloužil zde po osm let, než se stal Nejvyšším vládním tajemníkem v roce 1987. Stal se slavným o dva roky později, po smrti císaře Hirohita, když veřejně oznámil nové jméno éry – Heisei – u příležitosti nástupu císaře Akihita na trůn.
Roku 1991 se stal Nejvyšším tajemníkem Liberální demokratické strany a roku 1994 se stal jejím viceprezidentem. Roku 1997, Rjútaró Hašimoto jmenoval Obučiho ministrem zahraničních věcí, kde zazářil ve svých vyjednáváních s Ruskem ohledně japonských nároků na souostroví Kurily, stejně jako v jednáních o sjednocení Koreji.
Roku 1998 se Obuči stává ministerským předsedou. Během svého funkčního období se soustředil na dvě zásadní záležitosti: podepsání mírové smlouvy s Ruskem a oživení japonské ekonomiky. V případě té druhé bylo jeho hlavním cílem zvýšit utrácení veřejnosti, což načas sice zpomalilo hospodářský úpadek, celkově ale nestačilo na jeho zvrácení. Jeho politika vůči Rusku rovněž kvůli úmrtí nebyla realizována.
Obuči byl také znám v Japonsku jako gakeppuči Obuči (japonsky 崖っぷち小渕) „Obuči na pokraji“, kvůli vratkému stavu japonské ekonomiky.
Obuči utrpěl mozkovou mrtvici 1. dubna 2000 a upadl do kómatu v tokijské nemocnici. Byl nahrazen Joširem Morim 5. dubna a zemřel 14. května ve věku 62 let; státní pohřeb se konal k jeho poctě v Nippon Budókan 8. června a účastnilo se ho i mnoho zahraničních hodnostářů.
Způsob, jakým se vláda vyhnula podávání informací o Obučiho vážném zdravotním stavu, kdy pro politické účely předstírala, že Obučiho stav je stále pod kontrolou, přinesl negativní kritiku vůči vládnoucí Liberálně demokratické straně.

## Osobní život
Obuči si vzal environmentální esejistku Čizuko Ono v roce 1967. Byli představeni jeden druhému díky Tomisaburovi Hašimotovi, což byl člen parlamentu a příbuzný premiéra Rjútaró Hašimota.
Měli spolu syna a dvě dcery. Jejich mladší dcera, Juko Obuči, byla zvolena ve volbách na uvolněné premiérovo křeslo v parlamentu v roce 2000.